# Dinotettix
Dinotettix is een geslacht van rechtvleugeligen uit de familie doornsprinkhanen (Tetrigidae). De wetenschappelijke naam van dit geslacht is voor het eerst geldig gepubliceerd in 1905 door Bolívar.

## Soorten
Het geslacht Dinotettix omvat de volgende soorten:
- Dinotettix africanus Bolívar, 1909
- Dinotettix amplus Günther, 1968
- Dinotettix biafrensis Bolívar, 1905
- Dinotettix conradti Günther, 1939
- Dinotettix discolor Bolívar, 1908
- Dinotettix major Bolívar, 1905